# Augochlora cordiaefloris
Augochlora cordiaefloris är en biart som beskrevs av Cockerell 1907. Augochlora cordiaefloris ingår i släktet Augochlora och familjen vägbin. Inga underarter finns listade.